# Charneco
Pega-azul-ibérica ou charneco (Cyanopica cooki) ou pega-azul (embora este nome também se aplique à Cyanopica cyanus) é uma ave da família dos corvídeos. Mede cerca de 31–35 cm e com uma forma similar à da pega-rabuda (Pica pica) mas mais esguia com as pernas e o bico proporcionalmente mais pequenos.
É uma das duas espécies pertencentes ao género Cyanopica (de Cyano = «azul» e pica = «pêga-rabuda», ou seja, «pêga-azul»). A outra espécie pertencente a este género é a pêga-azul asiática (Cyanopica cyanus), a qual, anteriormente, se incluía como subespécie do charneco.
O charneco ibérico é, portanto, uma espécie monotípica, pelo que não se lhe reconhecem subespécies.
Em termos de aspeto é praticamente indistinguível da Cyanopica cyanus. Tem asas e cauda azuladas e uma cabeça negra, que sobressai da tonalidade pardacenta ou cinzenta-clara do dorso e do resto do corpo, sendo que a garganta, porém, assume uma tonalidade mais esbranquiçada. A cauda comprida cauda permite-lhes encetar notáveis manobras aéreas, sendo inclusive capazes de inverter o sentido de voo com grande facilidade. Pese embora, em contrapartida, não sejam aves especialmente velozes no ar.
Identificam-se facilmente, quer pela sua coloração, quer por mercê de andarem em bandos numerosos, quer pela sua natureza barulhenta, marcada por vocalizações abundantes, numa grande variedade de trinados e trissos, seja quando se alimentam, seja durante o próprio voo.
O charneco encontra-se nas zonas central e sudoeste da Península Ibérica, em Espanha e Portugal. O seu habitat natural são as matas de azinheiras e sobreiros. São ainda vistas com frequência em olivais, pinhais, pomares e eucaliptais.

## Portugal
É uma espécie comum em Portugal Continental, encontrando-se em quase todo o território a Sul do rio Tejo, bem como, ainda, na franja oriental tejana, mais a montante desse rio.
Alguns locais de avistamento típicos, dignos de menção, são: 
- Na região de transmontana, é possível avistá-la nas cernias de Barca d’Alva, bem como na zona raiana das margens do Douro.
- Nas regiões beirãs, esparge-se pela fronteira, sendo especialmente comum, junto às margens transfronteiriças do Tejo. Se bem que também se pode avistar no planalto de Riba Côa e no concelho do Sabugal, bem como no entorno das albufeiras da Marateca e de Santa Maria de Aguiar e, ainda, nas bandas de Celorico da Beira.
- Na região da estremenha, é susceptível de se encontrar junto ao estuário do Tejo, da lagoa da Salgueirinha e da Serra da Arrábida.
- Na região alentejana, encontra-se no entorno da barragem da Póvoa, entre os bosques circundantes da lagoa de Santo André e do estuário do Sado, bem como nas cercanias das localidades de Moura, Mértola, Barrancos e Mourão.
- Na região algarvia, é praticamente ubíquo, marcando presença tanto junto ao litoral, como nas barrocas ou mesmo nas vizinhanças de espaços urbanos.

## Alimentação
O charneco é sobretudo insetívoro, alimentando-se de pequenos invertebrados, durante a maioria do ano. Os formicídeos são as presas mais frequentes durante todo o ano, salvo na Primavera, quando são substituídos por uma grande variedade de outras presas como: os ortópteros, os dípteros e os coleópteros, se bem que estes últimos até que mantêm uma frequência razoavelmente constante em todas as estações do ano.
Uma das presas fundamentais da dieta dos charnecos são também os lumbrícideos.
Os vertebrados compõem uma proporção diminuta da sua dieta, de que maneira também se alimentam de ovos de outras aves de pequeno porte e até por peixes pequenos, como fontes alternativas de nutrição, se bem que mais raramente. Em todo o caso, o charneco conta ainda com uma certa porção vegetal na sua alimentação, embora esteja sobretudo reservada ao Outono, composta por pequenos frutos (v.g. figos, uvas, azeitonas, etc.), bagas (v.g. lentiscos, pinhões, mirtos, amoras, etc.) e sementes.

## Reprodução

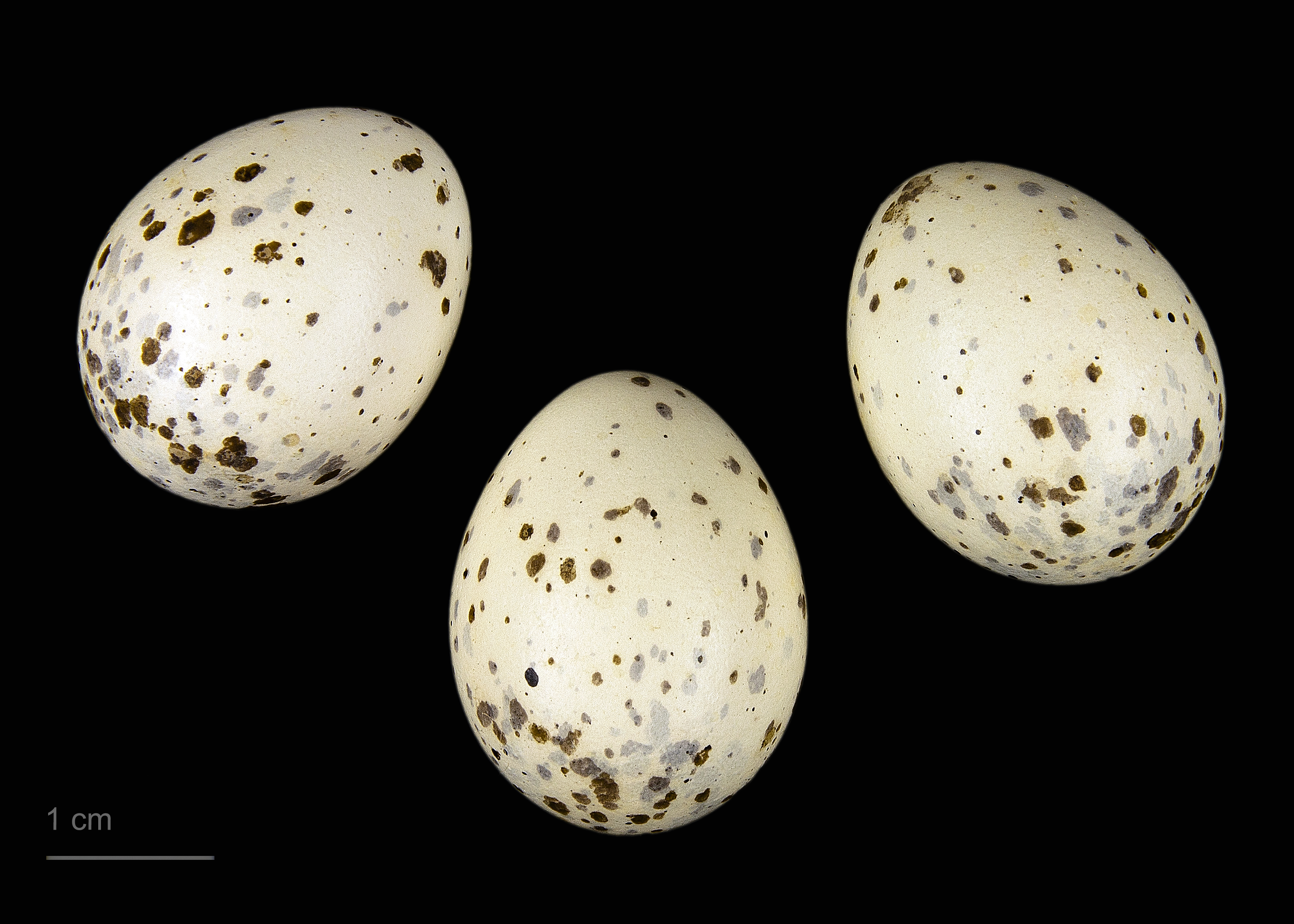
Cyanopica cooki - MHNT

É durante os meses de Abril e Maio que esta espécie inicia o seu período reprodutivo. Normalmente nidifica em colónias, com um ninho em cada árvore.  A postura é de 6 a 8 ovos que são incubados durante 15 dias exclusivamente pelas fêmeas, sendo estas, entretanto, alimentadas pelos machos.